# Vor Tids Helt
Vor Tids Helt (russisk: Герой нашего времени) er en kort roman skrevet af Mikhail J. Lermontov i 1839 og revideret i 1841. Bogen er kendt for sin fascinerende Byronske helt (eller anti-helt) Petjorin og for de smukke beskrivelser af Kaukasusområdet. 

## Plotstruktur
Romanen er delt op i 5 dele, korte noveller, plus et kort forord fra forfatteren i den 2. udgave. Der er tre fortællere: En ung anonym officer, der har modtaget Petjorins dagbøger efter hans død (det antydes at denne er Lermontov selv); Maxim Maksimytj, en gammel stabskaptajn der tjente sammen med Petjorin under Krigen om Kaukasus (1817-1864); og Petjorin selv, via hans dagbøger. Historierne afbilleder Petjorin som en impulsiv, følelseskold, manipulerende, i stand til at være utrolig tapper men generelt træt af sit liv.
I den længste novelle, "Fyrstinde Mary", flirter Petjorin med den førnævnte fyrstinde, samtidig med han har en affære med sin tidligere elskerinde Vera. Han dræber sin ven Grusjnitskij (som han i hemmelighed foragter) i en duel, hvor deltagerne efter tur står på kanten af en kløft så taberens død kan forklares som en ulykke. Han ender med at afvise den ene kvinde, kun for at blive forladt af den anden*. Claude Sautets film "Et Hjerte af Sten" (Un Coer en Hiver, dir. oversat "Et Hjerte i Vinter") var baseret på hans "erindring om" kapitlet. 

## Eksterne links
- Vor Tids Helt på russisk med danske oversættelse

| Bog | Spire Denne artikel om bøger og tidsskrifter er en spire som bør udbygges. Du er velkommen til at hjælpe Wikipedia ved at udvide den. |